# Holotrichia nigricollis
Holotrichia nigricollis är en skalbaggsart som beskrevs av Brenske 1892. Holotrichia nigricollis ingår i släktet Holotrichia och familjen Melolonthidae. Inga underarter finns listade i Catalogue of Life.